# Victor Bendix

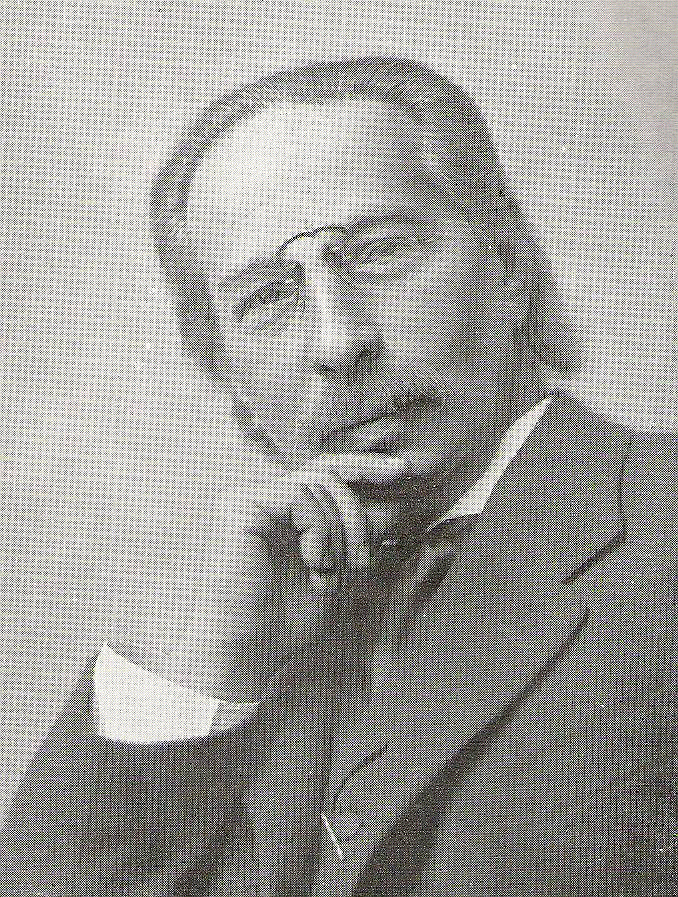
Victor Bendix.

Victor Emanuel Bendix, född den 17 maj 1851 i Köpenhamn, död där den 5 januari 1926, var en dansk tonsättare och pianovirtuos. Han var bror till Otto och Fritz Bendix samt far till Victor Schiøler.
Bendix genomgick 1867-69 det danska musikkonservatoriet, där Niels W. Gade, Johan Peter Emilius Hartmann, Valdemar Tofte och August Winding var hans lärare. Strax efteråt fick han anställning som repetitör vid Det kongelige Teater (1870-72). Åren 1880-83 var han pianolärare vid konservatoriet, frånsett en studievistelse i Weimar hos Franz Liszt, och utövade en uppskattade verksamhet som solist och kammarmusiker. 
Tillsammans med Axel Liebmann bildade han Korforeningen 1872, och hjälpte senare Gade som dennes assistent i Musikforeningen. Han dirigerade även folkkonserterna i Koncertpalæet 1892-93, de filharmoniska konserterna 1879-1901 och konserterna i Dansk Koncertforening 1907-10. År 1882 fick han det Anckerska legatet. 
Redan i sin tidigaste ungdom hade Bendix börjat komponera, och han hann under sitt liv komponera såväl kammarmusik, en svit för orkester, fyra symfonier (Fjældstigning, Sommerklange samt en A-moll- och en D-moll-symfoni), dessutom pianomusik, konserter för piano, körsaker samt sånger. 
Tillsammans med Edvard Helsted utgör en Bendix som kompositör en övergångsfas mellan den danska senromantiken med företrädare som Gade och Hartmann till de modernistiska kompositörerna.